# Magó (ambaixador)
Magó va ser un ambaixador cartaginès enviat a Roma just abans de començar la Tercera Guerra Púnica (149 aC), oferint als romans una completa submissió i desaconsellant la represa d'hostilitats.
Un Magó, que sembla que no era l'anterior, potser un fill, es va dirigir al senat cartaginès després de l'ambaixada amb un discurs molt prudent. És anomenat per Polibi «el Bruti» (de Brútium) (en grec antic: Βρέττιος), i potser portava aquest nom pels serveis del seu pare en aquella regió.